# Nintendo Software Design & Development
Nintendo Software Design & Development (Nintendo SDD) è un team di sviluppo software sperimentale creato dal presidente di Nintendo Co., Ltd., Satoru Iwata. In origine il team è stato creato come un "System Service Task Force" per sviluppare tutto il Sistema software interno di Nintendo DS e Wii. Il team è responsabile di tutti i Canali Wii, Nintendo DSi e Nintendo 3DS. La filosofia del Team è quella di creare software in modo tempestivo pensando fuori dagli schemi e utilizzando poche risorse di sviluppo.
Il team  à composto da Kouichi Kawamoto, che era il programmatore della serie WarioWare e Shinya Takahashi, che era un designer del Nintendo EAD. Il gruppo ha avuto immediato successo grazie a Dr. Kawashima's Brain Training. La divisione è stata anche la forza trainante della linea Touch! Generations per Nintendo DS e il team di sviluppo di vari giochi per WiiWare e DSiware.

## Giochi sviluppati
| Titolo                                            | Data pubblicazione | Piattaforma | Director          | Produttore       |
| ------------------------------------------------- | ------------------ | ----------- | ----------------- | ---------------- |
| Daigasso! Band Brothers                           | 2004               | NDS         | Masaru Nishita    | Shinya Takahashi |
| Brain Training del Dr. Kawashima                  | 2005               | NDS         | Kouchi Kawamoto   | Shinya Takahashi |
| DS Easy Dictionary                                | 2006               | NDS         | Toshiaki Suzuki   | Shinya Takahashi |
| DS Shigureden                                     | 2006               | NDS         | Masahiro Imaizumi | Shinya Takahashi |
| English Training: Have Fun Improving Your Skills! | 2006               | NDS         | Yoichi Ohshima    | Shinya Takahashi |
| More Brain Training del Dr. Kawashima             | 2006               | NDS         | Kouchi Kawamoto   | Shinya Takahashi |
| Jam with the Band                                 | 2008               | NDS         | Noriko Kitamura   | Shinya Takahashi |
| Brain Age Express                                 | 2008               | DSi         | Kouichi Kawamoto  | Shinya Takahashi |
| Photo Dojo                                        | 2009               | DSi         | Megumi Kurata     | Tomoaki Kuroume  |